# Windows Embedded Industry
Windows Embedded Industry（過去名に Windows Embedded POSReady や Windows Embedded for Point of Service）とは、マイクロソフトが開発している組み込みオペレーティングシステム。2024年6月現在では、Windows Embedded Industryを含む全てのWindows Embeddedがサポートを終了している。
Windows Embedded製品群の一員として、キャッシュレジスター、現金自動預け払い機（ATM）、セルフチェックアウトシステムといった業務用端末向けに設計されている。
後継製品には、Microsoft Windows 10 IoTがある。現在もサポートが継続しているWindows 10 IoT Enterpriseは、2025年10月14日のサポート終了を予定している。

## バージョン
Windows Embedded for Point of Service (WEPOS)SP2が適用されたWindows XP Embeddedのサブバージョンとして販売時点情報管理(POS)での使用向けに設計された。Windows Update Agentを使用してインストールして展開されたイメージをアップデートできるWindows Embeddedの最初のバージョンである。2008年10月8日にWEPOS用Service Pack 3 (SP3)を公開した。マイクロソフトによるInternet Explorerの新たなライフサイクルサポートポリシーが2016年1月12日に発効にあたり、Internet Explorer 6のサポート終了はWEPOSだけに限らないが、全ての組み込みプラットフォームでは未だにサポートされている。この日以降、WEPOSはまたInternet Explorer 7をサポートする最後のプラットフォームになる予定である。2005年5月24日にWindows Embedded for Point of Serviceが公開された。
Windows Embedded POSReady 2009Windows XP Service Pack 3をベースにしており、完全ローカライゼーションや.NET Framework 3.5以降をインストールした場合にXPFがサポートされるなどWindows Embedded for Point of Serviceよりも機能が追加されている。2008年12月9日にWindows Embedded POSReady 2009が公開された。2014年、WindowsXPをサポート終了後も更新し続ける裏技で利用され、注目された。
Windows Embedded POSReady 7Windows 7をベースにした初めてのWindows Embedded Industryである。2011年7月1日公開。
Windows Embedded 8 IndustryWindows 8をベースにしており、2013年4月2日に公開された。プロバージョンとエンタープライズバージョンがある。
Windows Embedded 8.1 IndustryWindows 8.1をベースにしており、2013年10月17日に公開された。プロバージョンとエンタープライズバージョンがある。2014年4月16日にアップデート版が公開された。
| OS                                    | RAM   | HDD    |
| ------------------------------------- | ----- | ------ |
| Windows Embedded for Point of Service | 64 MB | 380 MB |
| Windows Embedded POSReady 2009        | 64 MB | 480 MB |
| Windows Embedded POSReady 7           | 1 GB  | 16 GB  |
| Windows Embedded 8 Industry           | 1 GB  | 16 GB  |
| Windows Embedded 8.1 Industry         | 1 GB  | 16 GB  |

## 関連文献
- Mackie, Kurt (2011年1月14日). “Microsoft Rolls Out Windows Embedded Handheld and POSReady 7”. Redmond magazine.   1105 Media Inc. 2011年3月30日閲覧。
- Oiaga, Marius (2011年1月11日). “Download New Windows 7-Based OS: Windows Embedded POSReady 7 CTP”. Softpedia.   SoftNews NET SRL. 2011年3月30日閲覧。
- “Installing Windows Embedded POSReady 7 CTP”. Embedded Techblog (2011年1月11日). 2012年3月22日時点のオリジナルよりアーカイブ。2011年3月30日閲覧。
- “Windows Embedded POSReady 7 CTP is available!”. Embedded Techblog (2011年1月11日). 2012年3月22日時点のオリジナルよりアーカイブ。2011年3月30日閲覧。
- Kanthak, Stefan (2013年8月21日). “Windows Embedded POSReady 2009: cruft, not craft”. Full disclosure (mailing list). 2013年9月19日閲覧。